# Alba Berlin Basketballteam 2019-2020
Questa voce raccoglie le informazioni riguardanti l'Alba Berlin Basketballteam nelle competizioni ufficiali della stagione 2019-2020.

## Stagione
La stagione 2019-2020 dell'Alba Berlin Basketballteam è la 29ª nel massimo campionato tedesco di pallacanestro, la Basketball-Bundesliga.

## Roster
Aggiornato al 24 agosto 2019.
| Alba Berlin 2019-20 | Alba Berlin 2019-20 |
| Giocatori           | Staff tecnico       |
| ------------------- | ------------------- |

| N. | Naz.                                         | Ruolo | Nome                 | Anno | Alt.   | Peso   |  |
| -- | -------------------------------------------- | ----- | -------------------- | ---- | ------ | ------ |  |
| 1  | Stati Uniti (bandiera) · Germania (bandiera) | P     | Makai Mason          | 1995 | 185 cm | 84 kg  |  |
| 2  | Serbia (bandiera) · Germania (bandiera)      | C     | Bogdan Radosavljević | 1993 | 213 cm | 105 kg |  |
| 3  | Stati Uniti (bandiera)                       | P     | Peyton Siva          | 1990 | 183 cm | 84 kg  |  |
| 5  | Germania (bandiera)                          | AP    | Niels Giffey (C)     | 1991 | 201 cm | 93 kg  |  |
| 6  | Germania (bandiera)                          | G     | Malte Delow          | 2001 | 197 cm | 84 kg  |  |
| 8  | Svezia (bandiera)                            | AP    | Marcus Eriksson      | 1993 | 201 cm | 87 kg  |  |
| 9  | Germania (bandiera)                          | PG    | Jonas Mattisseck     | 2000 | 195 cm | 84 kg  |  |
| 10 | Germania (bandiera)                          | AG    | Tim Schneider        | 1997 | 208 cm | 108 kg |  |
| 11 | Germania (bandiera)                          | AG    | Lorenz Brenneke      | 2000 | 204 cm | 107 kg |  |
| 15 | Islanda (bandiera)                           | P     | Martin Hermannsson   | 1994 | 190 cm | 77 kg  |  |
| 16 | Croazia (bandiera)                           | C     | Krešimir Nikić       | 1999 | 213 cm | 95 kg  |  |
| 25 | Germania (bandiera)                          | G     | Kenneth Ogbe         | 1994 | 198 cm | 86 kg  |  |
| 31 | Lituania (bandiera)                          | GA    | Rokas Giedraitis     | 1992 | 200 cm | 88 kg  |  |
| 32 | Germania (bandiera)                          | AG    | Johannes Thiemann    | 1994 | 205 cm | 102 kg |  |
| 34 | Stati Uniti (bandiera)                       | AG    | Tyler Cavanaugh      | 1994 | 206 cm | 108 kg |  |
| 35 | Camerun (bandiera)                           | C     | Landry Nnoko         | 1994 | 208 cm | 113 kg |  |
| 43 | Stati Uniti (bandiera)                       | AG    | Luke Sikma           | 1989 | 203 cm | 107 kg |  |
| 44 | Serbia (bandiera)                            | PG    | Stefan Peno          | 1997 | 198 cm | 91 kg  |  |

| Allenatore                                                                                          |
| - Aíto García Reneses                                                                               |
| Assistente/i                                                                                        |
| - Israel González - Sebastian Trzcionka Legenda - (C) Capitano - (IN) Inattivo - Infortunato Roster |

## Mercato

### Sessione estiva
| Acquisti | Acquisti        | Acquisti     | Acquisti   | Acquisti |
| R.       | Nome            | da           | Modalità   |          |
| -------- | --------------- | ------------ | ---------- | -------- |
| AP       | Marcus Eriksson | Gran Canaria | definitivo |          |
| P        | Makai Mason     | Baylor Bears | definitivo |          |
| AG       | Tyler Cavanaugh | Utah Jazz    | definitivo |          |

| Cessioni | Cessioni        | Cessioni            | Cessioni       | Cessioni |
| R.       | Nome            | a                   | Modalità       |          |
| -------- | --------------- | ------------------- | -------------- | -------- |
| P        | Joshiko Saibou  | Telekom Bonn        | fine contratto |          |
| P        | Derrick Walton  | L.A. Clippers       | fine contratto |          |
| AP       | Franz Wagner    | Michigan Wolverines | fine contratto |          |
| C        | Dennis Clifford | Igokea              | fine contratto |          |
| P        | Bennet Hundt    | BG 74 Gottinga      | fine contratto |          |

### Dopo l'inizio della stagione
| Acquisti | Acquisti             | Acquisti      | Acquisti         | Acquisti   |
| R.       | Nome                 | da            | Data             | Modalità   |
| -------- | -------------------- | ------------- | ---------------- | ---------- |
| C        | Bogdan Radosavljević | N.B. Brindisi | 22 novembre 2019 | definitivo |

| Cessioni | Cessioni             | Cessioni       | Cessioni       | Cessioni       |
| R.       | Nome                 | a              | Data           | Modalità       |
| -------- | -------------------- | -------------- | -------------- | -------------- |
| C        | Bogdan Radosavljević | Amburgo Towers | 2 gennaio 2020 | fine contratto |